# تای تویواسا
تای تویواسا (انگلیسی: Tai Tuivasa؛ زادهٔ ۱۶ مارس ۱۹۹۳) ورزشکار هنرهای رزمی ترکیبی اهل استرالیا است. وی از سال ۲۰۱۲ میلادی تاکنون مشغول فعالیت بوده‌است.
وی یک رزمی‌کار ترکیبی حرفه‌ای استرالیایی است. او در حال حاضر در بخش سنگین وزن سازمان یواف‌سی رقابت می‌کند. در تاریخ ۲۴ ژوئن ۲۰۲۵، او در رتبه دهم رده‌بندی سنگین وزن یواف‌سی قرار دارد.